# 伍德维尔 (阿拉巴马州)
伍德维尔（英文：Woodville），是美国阿拉巴马州下属的一座城市。面积约为6.62平方英里（约合17.15平方公里）。根据2010年美国人口普查，该市有人口746人，人口密度为112.65/平方英里（约合43.5/平方公里）。